# Max Deuring

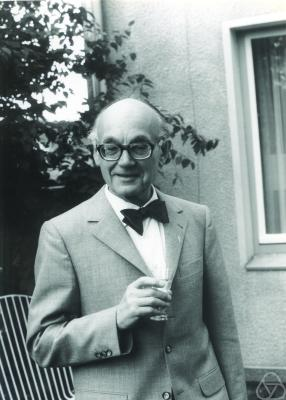
Max Deuring, 1973

Max Friedrich Deuring (* 9. Dezember 1907 in Göttingen; † 20. Dezember 1984 ebenda) war ein deutscher Mathematiker und Lehrstuhlinhaber, der sich vor allem mit Algebra und Zahlentheorie beschäftigte.

## Leben und Werk
Deuring ging in seiner Heimatstadt Göttingen zur Schule und studierte dort 1926–1930 Mathematik und Physik (abgesehen vom Winter-Semester 1928/1929 in Rom bei Francesco Severi), wobei er sich der Gruppe von Emmy Noether anschloss, bei der er 1930 über die Arithmetische Theorie algebraischer Funktionen zum Dr. phil. promoviert wurde. Wie der Titel schon sagt wird hier ein algebraischer Aufbau parallel zur Klassenkörpertheorie bei algebraischen Zahlkörpern angestrebt, der auch die Theorie der Funktionenkörper über den rationalen Zahlen und über endlichen Körpern umfasst. Ein Programm, das Deuring bis in die 1940er Jahre beschäftigte. 1930 war er Assistent an der Universität Leipzig. In den 1930er Jahren arbeitete er auch über die Theorie der Algebren und fasste die stürmische Entwicklung dieses Gebietes in der Hand vor allem der Gruppen von Emmy Noether und Helmut Hasse in einem „Ergebnisbericht“ des Springer-Verlages zusammen (Algebren 1935), das zu einem Standardwerk wurde.
Außerdem beschäftigte er sich mit analytischer Zahlentheorie, z. B. mit dem Gauß´schen Klassenzahlproblem. Nach einer Assistentenzeit bei van der Waerden in Leipzig (ebenfalls aus der Gruppe um Emmy Noether und ein Freund Deurings) habilitierte er sich 1935 in Göttingen , bekam aber erst 1938 eine Dozentur in Jena und 1943 eine außerordentliche Professur in Posen (seine liberalen Ansichten waren den Nazis ein Dorn im Auge). Die 1940er Jahre beschäftigte er sich mit dem Aufbau der algebraischen Theorie elliptischer und höherer Funktionenkörper (Korrespondenzen u. a.), mit dem Ziel des Beweises der Riemannschen Vermutung für diese (den speziellen Fall der elliptischen Funktionenkörper hatte schon Helmut Hasse in den 1930er Jahren erledigt). Hier kam ihm aber der gleichzeitig in Konkurrenz zu ihm daran arbeitende André Weil zuvor. Mit seiner algebraischen Theorie der elliptischen Funktionenkörper konnte er auch die Theorie der komplexen Multiplikation neu begründen (zusammengefasst in seinem Bericht in der Neuauflage der Enzyklopädie der mathematischen Wissenschaften). Auch hier gingen bald Weil sowie Gorō Shimura und Taniyama weiter, indem sie gleich Abelsche Mannigfaltigkeiten betrachteten.
In den 1950er Jahren beschäftigte er sich u. a. mit der Zetafunktion elliptischer Funktionenkörper mit komplexer Multiplikation (in Anschluss an Weil u. a.). Nach dem Krieg ging Deuring über Professorenstellen in Marburg, wo er 1947 ordentlicher Professor wurde, und Hamburg (1948) als Nachfolger von Gustav Herglotz 1950 nach Göttingen, wo er bis zu seiner Emeritierung 1976 ordentlicher Professor für Mathematik blieb, von längeren Aufenthalten am Institute for Advanced Study in Princeton und am Tata Institute of Fundamental Research in Bombay abgesehen.
In einer Arbeit aus dem Jahr 1968 „rettet“ er den Beweis von Kurt Heegner über die Anzahl der imaginärquadratischen Zahlkörper mit Klassenzahl 1, der seinerzeit im Gegensatz zu dem späteren Beweis von Harold Stark von der mathematischen Öffentlichkeit nicht anerkannt wurde.
Deuring war Mitglied der Akademie der Wissenschaften zu Göttingen (ab 1952 ordentliches Mitglied), der Akademie der Wissenschaften und der Literatur (Mainz, ab 1949 ordentliches Mitglied) und ab 1967 der Leopoldina in (Halle/Saale). 1958 war er Invited Speaker auf dem Internationalen Mathematikerkongress in Edinburgh (Neuere Ergebnisse über algebraische Funktionenkörper).

## Veröffentlichungen (Auswahl)
- Algebren. Springer, 1935.
- Sinn und Bedeutung der mathematischen Erkenntnis. Felix Meiner, Hamburg 1949.
- Lectures on the theory of algebraic functions of one variable. 1973 (aus Vorlesungen am Tata Institut, Bombay).